# Tortella cryptocarpa
Tortella cryptocarpa är en bladmossart som beskrevs av Richard Henry Zander 1993. Tortella cryptocarpa ingår i släktet kalkmossor, och familjen Pottiaceae. Inga underarter finns listade i Catalogue of Life.